# Wirthsches Gesetz

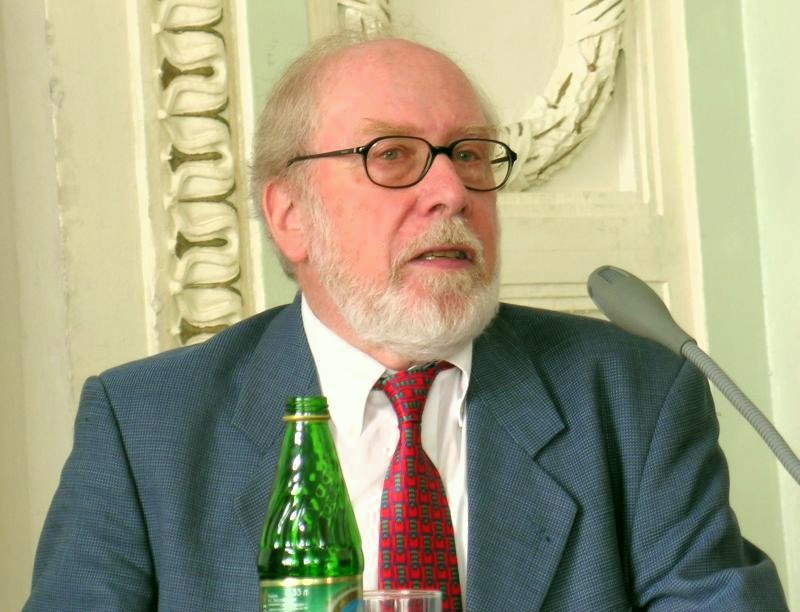
Niklaus Wirth (2005)

Als Wirthsches Gesetz (englisch Wirth’s Law) wird in der Informatik das Phänomen betrachtet, dass Software in kürzerer Zeit langsamer wird als Hardware schneller.
1995 stützte sich Niklaus Wirth im Artikel A Plea for Lean Software (‚Ein Plädoyer für schlanke Software‘) unter anderem auf folgende zwei Aussagen:

“Software expands to fill the available memory.”

„Software dehnt sich aus, um den verfügbaren Speicher zu füllen.“

“Software is getting slower more rapidly than hardware becomes faster.”

„Die Software wird schneller langsamer, als die Hardware schneller wird.“

Die Hardware wurde und wird mit der Zeit spürbar schneller. Diese rapide Entwicklung wird wiederum durch das Mooresche Gesetz beschrieben. Wirths Gesetz fügt dem hinzu, dass die schnellere Hardware dennoch keine schnellere Abarbeitung von Aufgaben bewirkt, da gleichzeitig die durch die gestiegenen Anforderungen erhöhte Komplexität der Software diesen Gewinn mehr als aufhebt.
In seinem Artikel prangert Wirth entsprechende Nachlässigkeiten an, was unnötig große Software (Bloatware, Fatware) angeht, und spricht sich für eine Rückbesinnung auf einfache Algorithmen und schlichte Werkzeuge aus.